# Аласальми, Эмми
Эмми Аласальми (швед. Emmy Alasalmi; 17 января 1994, Стокгольм, Швеция) — шведская хоккеистка, защитник. Всю карьеру играет в клубе АИК, выступающим в Шведской женской хоккейной лиге (SDHL). Игрок национальной сборной Швеции, в составе которой выступала на чемпионате мира 2015 и на хоккейном турнире Зимних Олимпийских игр 2018. Чемпионка Швеции (2013). В составе юниорской сборной Швеции дважды становилась бронзовым призёром чемпионатов мира до 18 лет — 2010 и 2012. Участница первых Зимних юношеских Олимпийских игр в 2012 году, став чемпионкой хоккейного турнира. Является рекордсменкой АИКа по количеству сыгранных матчей за клуб в лигах Рикссериен / SDHL.

## Биография
Эмми Аласальми родилась в Стокгольме. Заниматься хоккеем начала в клубе «Виггбюхольм», расположенным в коммуне Тебю, лен Стокгольм. С 2009 года Аласальми начала выступать за клуб АИК в Рикссериен — высшем дивизионе женского хоккейного чемпионата Швеции. В свой дебютный сезон она сыграла в 30-ти матчах, в которых набрала 7 (6+1) результативных баллов. В середине чемпионата Аласальми получила вызов в юниорскую сборную Швеции для участия на чемпионате мира 2010. Шведки, как и год назад, завоевали бронзовые медали, а Эмми завершила турнир с положительным показателем полезности. Следующие два сезона Аласальми продолжила играть за АИК и регулярно вызываться в юниорскую сборную. В сезоне 2011/12 она сначала приняла участие в юниорском чемпионате мира 2012, на котором завоевала свою вторую бронзовую медаль. Спустя неделю Аласальми играла на хоккейном турнире первых Зимних юношеских Олимпийских игр. Сборная Швеции уверенно выиграла все матчи и стала чемпионом Игр. Эмми сыграла 6 матчей, в которых набрала 9 (4+5) очков.
С сезона 2012/13 Аласальми становится ведущим игроком обороны в АИКе. По итогам регулярного чемпионата она стала самым результативным защитником при показателе полезности «+26» — лучшим значении в карьере. В плей-офф Аласальми помогла команде завоевать чемпионский титул, первый с 2009 года. В следующем розыгрыше Рикссериен она вновь стала лучшим бомбардиром команды среди защитников. Перед сезоном 2014/15 Эмми была назначена альтернативным капитаном команды. 15 февраля 2015 года в матче против «Брюнеса» Аласальми забила победный гол в самой продолжительной буллитной серии в истории женского чемпионата Швеции, которая закончилась на 56-м броске. По итогам плей-офф АИК вышел в финал чемпионата, но уступил в обеих играх «Линчёпингу». В этом сезоне Аласальми дебютировала за национальную сборную Швеции. Она принимала участие на чемпионате мира 2015, который для шведской команды завершился на четвертьфинальной стадии.
В сезонах 2015/16 и 2016/17 Аласальми устанавливала свои личные рекорды по результативности, набрав 25 и 26 очков соответственно. Несмотря на регулярные вызовы в сборную, Эмми больше не принимала участия в розыгрышах чемпионатов мира. В предолимпийский цикл Аласальми, как лидера АИКа, пригласили в состав сборной, готовящейся к участию на Зимних Олимпийских играх 2018. Эмми вошла в окончательную заявку национальной команды на Игры. Она провела 6 матчей на турнире, заработав 3 (1+2) балла за результативность. Шведская сборная выступила неудачно, проиграв в 1/4 финала сборной Финляндии со счётом 2:7. С 2018 года Аласальми регулярно продлевает контракт с АИКом на один год, тем самым продолжая выступать за клуб более 10-ти лет подряд. По окончании сезона 2020/21 Аласальми продолжает оставаться рекордсменкой клуба по количеству сыгранных матчей в Рикссериен / SDHL (378).

## Стиль игры
Аласальми отличается хорошим броском и высоким уровнем катания. Главный тренер АИКа Джаред Сиппароне отмечал, что Эмми может эффективно действовать как в обороне, так и в атаке.

## Статистика
| Легенда | Легенда                    | Легенда | Легенда                   | Легенда | Легенда    |
| ------- | -------------------------- | ------- | ------------------------- | ------- | ---------- |
| И       | Количество проведённых игр | Штр     | Штрафное время            | +/−     | Плюс-минус |
| Г       | Голы                       | П       | Голевые передачи          | О       | Очки       |
| -       | Статистика неизвестна      | —       | Статистика не учитывалась |         |            |

### Международная
По данным: Eurohockey.com и Eliteprospects.com

## Достижения
Командные
| Год           | Команда         | Достижение                                      | Достижение |
| ------------- | --------------- | ----------------------------------------------- | ---------- |
| Клубные       |                 |                                                 |            |
| 2013          | АИК             | Чемпионка Швеции                                |            |
| 2015          | АИК             | Серебряный призёр чемпионата Швеции             |            |
| Международные |                 |                                                 |            |
| 2010, 2012    | Швеция (юниор.) | Бронзовый призёр юниорского чемпионата мира (2) |            |
| 2012          | Швеция (юниор.) | Чемпионка юношеских Олимпийских игр             |            |

- По данным Eliteprospects.com.

## Рекорды
АИК
- Наибольшее количество сыгранных матчей в Рикссериен / SDHL — 378

По данным: Eliteprospects.com